# Kinnor
Kinnor – dawny instrument muzyczny wykorzystywany przez Izraelitów od początków istnienia narodu żydowskiego; rodzaj liry, którą starożytni Grecy określali terminem kithara. Wzmiankowany kilkadziesiąt razy w Starym Testamencie, m.in. w Pierwszej Księdze Samuela, jako instrument, na którym przyszły król Dawid grał dla swojego poprzednika – Saula.
Kinnor przybierał różne formy. Miał mniej lub bardziej nierówne ramiona, mniej lub bardziej pochyłą poprzeczkę, do której przywiązane były struny; niektóre zilustrowane na starożytnych polichromiach egzemplarze były symetryczne, inne asymetryczne. Korpus i jarzmo wykonywano z drewna, a czasami z elektrum. Podczas gry solowej struny kinnora zarywano plektronem, a podczas akompaniamentu do śpiewu – palcami. Używany był przez profesjonalnych muzyków i przez amatorów, podczas obrzędów kultowych i uroczystości publicznych – zarówno świeckich, jak i religijnych.
Kinnor najbardziej kojarzony jest z opisami starotestamentowymi, ale jego nazwa pojawiała się już wcześniej, m.in. na pochodzących z XVIII w. p.n.e., pokrytych pismem w języku akadyjskim glinianych tabliczkach, które odkryto na stanowisku archeologicznm Mari. Na początku pierwszego tysiąclecia p.n.e. kinnor pojawił się i zachował pod swoją pierwotną nazwą, w starożytnym Egipcie.